# Улица Комеэди
У́лица Коме́эди (эст. Komeedi tänav — Кометная улица) — улица в Таллине, столице Эстонии.

## География
Пролегает в микрорайоне Уус-Мааильм городского района Кесклинн. Начинается от улицы Кеск-Амеэрика, пересекается с улицами Койду, Пилве, Ааса и Виларди и заканчивается на перекрёстке с улицей Техника, напротив торгового центра «Кристийне». 
Протяжённость улицы — 420 м.

## История
Улица была создана в 1909 году и носила название Звёздочная улица (Звѣздочная ул., эст. Tähe tänav, нем. Sternstraße). 24 мая 1939 года с ней объединили расположенную между улицами Койду и Техника улицу Куу (эст. Kuu tänav, рус. Лунная улица, нем. Mondstraße; c 25 сентября 1959 года до 18 октября 1991 года это название носила улица Кеск-Амеэрика).
Общественный транспорт по улице не курсирует.

## Застройка
Улица в основном застроена малоэтажными жилыми домами, многие из которых относятся к первой половине XX века. Пятиэтажный квартирный дом номер 5 был построен в 1998 году, номер 14 — в 2011 году, четырёхэтажный жилой дом номер 16А — в 2007 году.

## Предприятия и организации
- Детский сад «Комеэди», Komeedi tn 3[7].
- Кафе «Бопп» (эст. Bopp Kohvik), Komeedi tn 5[8].

Улица Комеэди
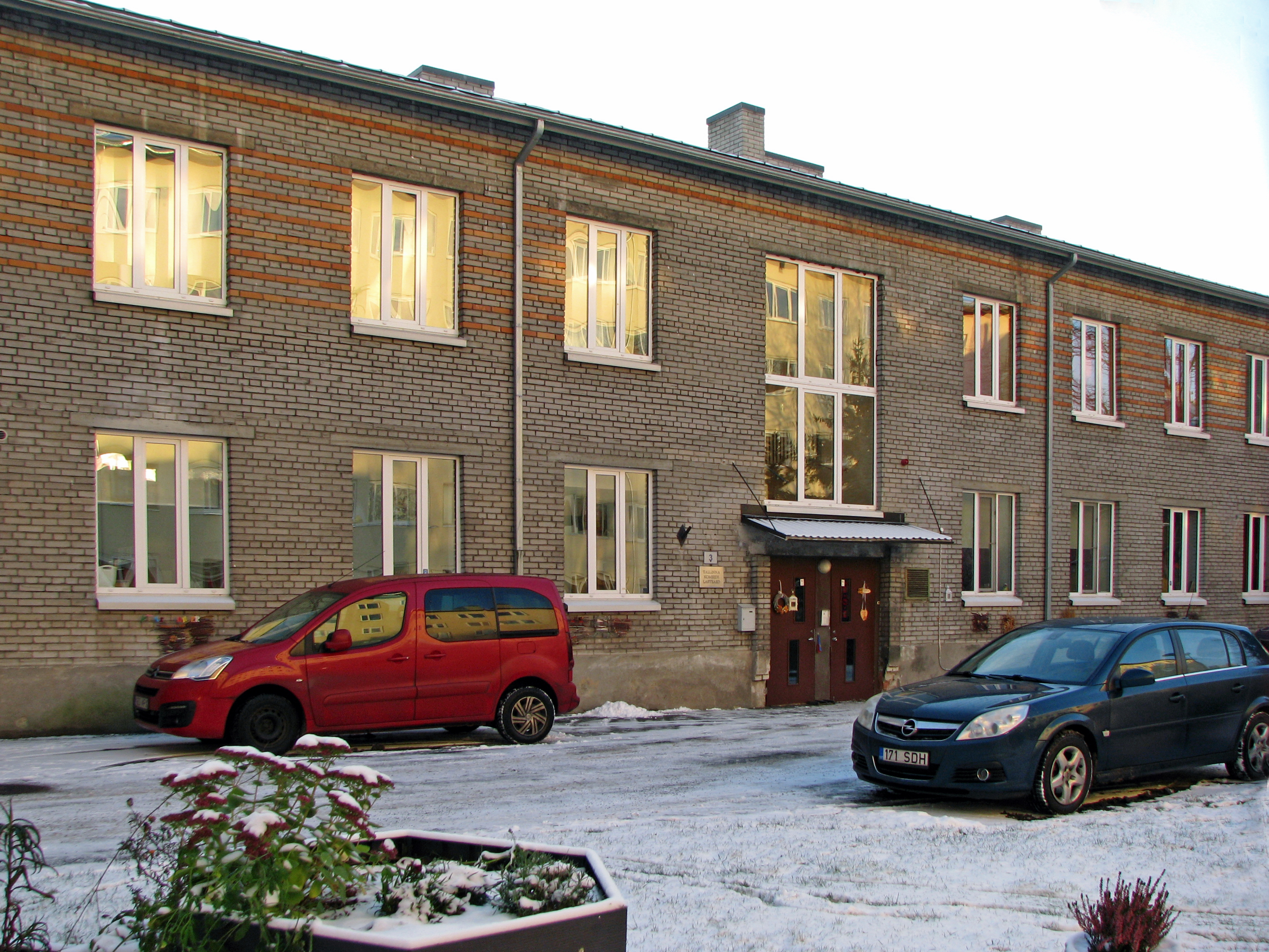
Дом 3, детсад «Комеэди»
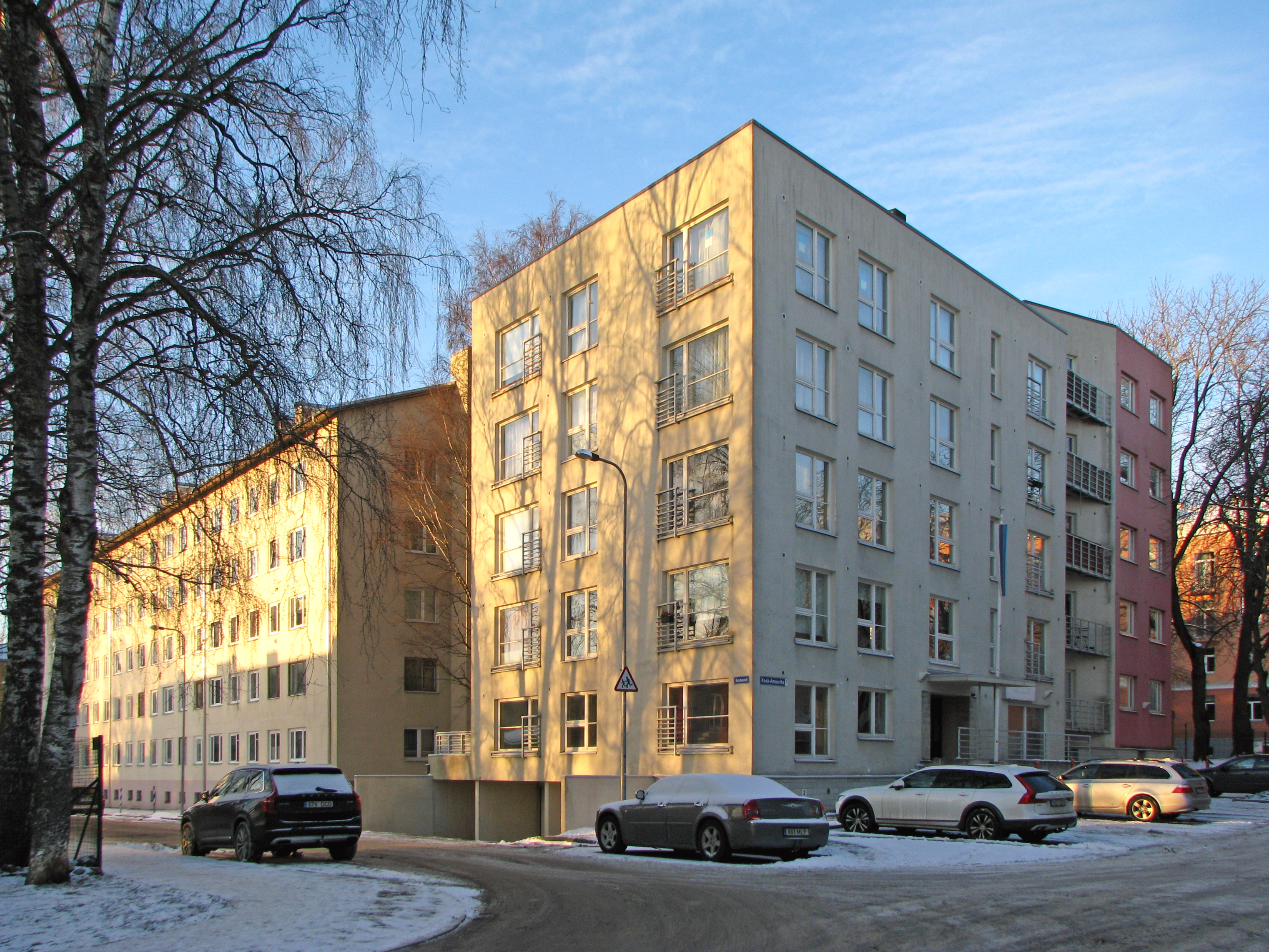
Перекрёсток с улицей Кеск-Амеэрика
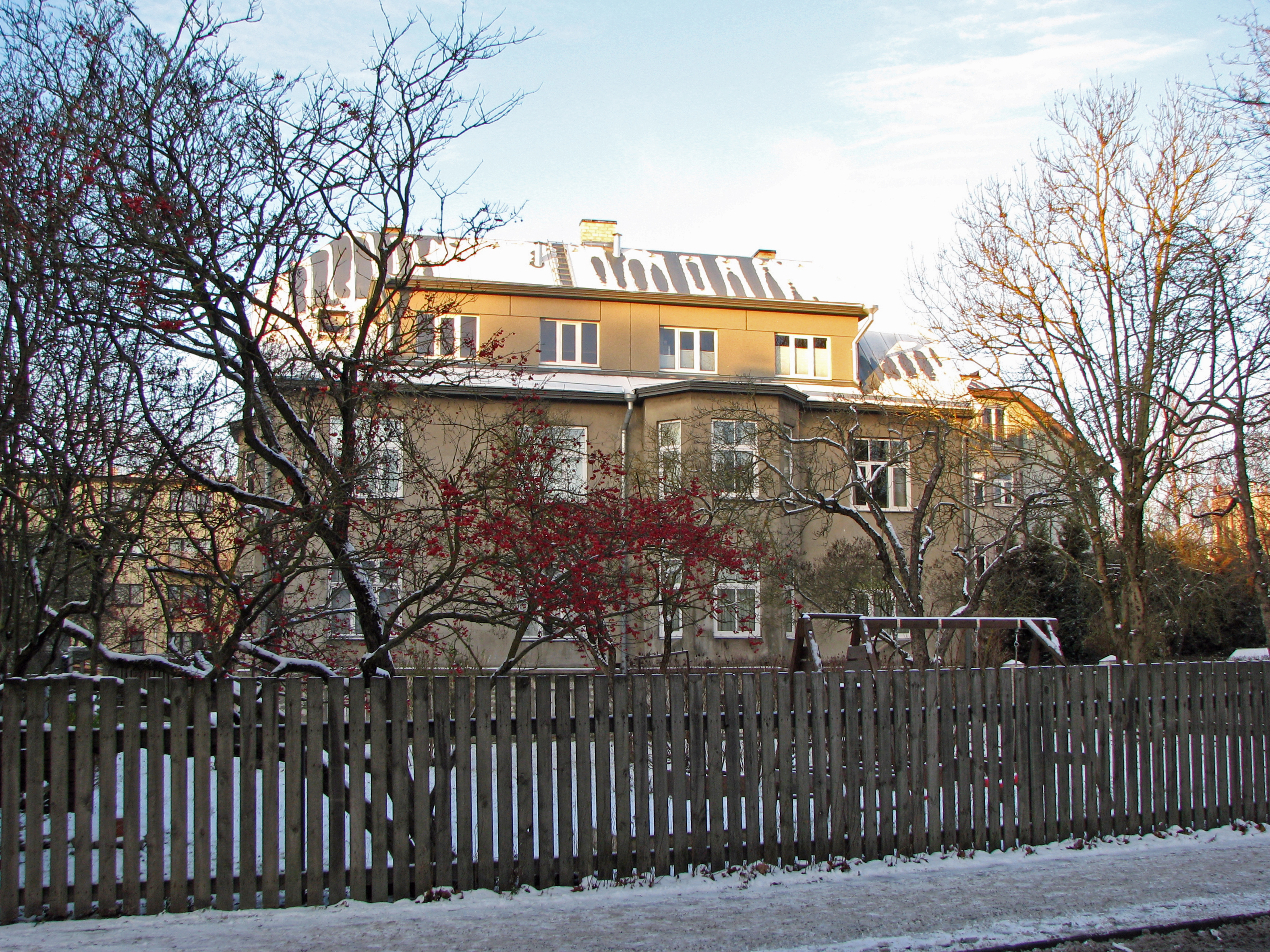
Дом 20